# Římskokatolická farnost u kostela Matky Boží, Jihlava
Římskokatolická farnost u kostela Matky Boží, Jihlava je územní společenství římských katolíků v Jihlavě, s farním kostelem Nanebevzetí Panny Marie.

## Území farnosti
Do farnosti náleží pouze území části města Jihlavy. Vedle farního kostela spravuje farnost též hřbitovní kapli Nanebevstoupení Páně (1893) a kapli Panny Marie Pomocné.

## Historie farnosti
Jihlavský minoritský klášter vznikl spolu s městem ve čtyřicátých letech 13. století, písemně je doložen poprvé až roku 1257.
Husitské války klášter v katolické Jihlavě přežil bez úhony, stejně tak pozdější protestantismus. Za josefinských reforem klášter ušel zrušení, při zdejším kostele byla zřízena roku 1784 druhá městská farnost, nejprve spravovaná diecézním knězem a od roku 1800 přímo členy kláštera. Během let 1948 až 1989 klášterní budovy sloužily školským účelům a zčásti též farnímu úřadu. 

## Duchovní správci
Farářem byl od srpna 2012 Mgr. Stanislav Stec, OFMConv.Toho ve funkci vystřídal od srpna 2016 P. Krzystof Skibiński, OFMConv. Dne 1. července 2023 se farářem stal P. Josef Rosa, OFMConv, kterého 1. července 2024 nahradil P. Mgr. Josef Josef Goryl, OFMConv.

## Bohoslužby
| Kostel                  | Místo   | Bohoslužba (den)                                 | Hodina                                    | Poznámka     |
| ----------------------- | ------- | ------------------------------------------------ | ----------------------------------------- | ------------ |
| Nanebevzetí Panny Marie | Jihlava | neděle pondělí úterý středa čtvrtek pátek sobota | 8.00, 10.00 (pro děti), 17.00 7.00, 17.00 | farní kostel |

## Kněží pocházející z farnosti
- Petr Macháček OFM Conv. (svěcení 2019))[6]

## Aktivity ve farnosti
Ve farnosti sídlí Řád minoritů, Kongregace Milosrdných sester III. řádu sv. Františka v Opavě a Střední odborná škola sociální u Matky Boží Jihlava.
Dnem vzájemných modliteb farností za bohoslovce a bohoslovců za farnosti brněnské diecéze je 25. květen. Adorační den připadá na 3. září.
Každoročně se ve farnosti koná tříkrálová sbírka. V roce 2015 se na celém území Jihlavy vybralo přes 115 tisíc korun. V roce 2017 dosáhl výtěžek sbírky v Jihlavě 103 396 korun.
Každou sobotu odpoledne chodí členové komunity minoritů k nemocným do jihlavské nemocnice, kde zpovídají, rozdávají svaté přijímání, udílí svátost pomazání nemocných a nabízí rozhovor a modlitbu.